# Кайен Кляйн
Кайен Кляйн (англ. Cayenne Klein), настоящее имя Ильдико Фейт (венг. Feith Ildikó, род. 12 марта 1986 года, Будапешт, Венгрия) — венгерская порноактриса, модель и дизайнер. Лауреат премии XBIZ Award.

## Биография
Пришла в киноиндустрию для взрослых в 2005 году, в возрасте 18 лет. В 2009 году прервала карьеру на 4 года, работая в качестве вебкам-модели и дизайнера ювелирных изделий. вернулась в индустрию в 2013 году, записав фильм Cayenne Loves Rocco с Рокко Сиффреди для Evil Angel. Этот фильм получил премию XBIZ как лучший европейский фильм года, в том же году Кайен получила награду в номинации «зарубежная актриса года».
Снялась более чем в 200 фильмах.
Живет в Будапеште.

## Награды и номинации
| Год  | Церемония         | Результат | Номинация                                         | Работа                                               |
| ---- | ----------------- | --------- | ------------------------------------------------- | ---------------------------------------------------- |
| 2014 | AVN Awards        | Номинация | Лучшая иностранная исполнительница года           | н/д                                                  |
| 2014 | AVN Awards        | Номинация | Лучшая сексуальная сцена зарубежного производства | Hose Monster 5                                       |
| 2014 | AVN Awards        | Номинация | Лучшая сексуальная сцена зарубежного производства | Cayenne Loves Rocco                                  |
| 2014 | Spank Bank Awards | Номинация | Международный трах кролика                        | н/д                                                  |
| 2014 | XBIZ Award        | Победа    | Лучшая иностранная исполнительница года           | н/д                                                  |
| 2014 | XBIZ Award        | Номинация | Лучшая сцена в видеоролике                        | Pornochic 24: Ariel and Lola                         |
| 2015 | AVN Awards        | Номинация | Лучшая сексуальная сцена зарубежного производства | Russian Institute: Lesson 19: Holidays at My Parents |
| 2015 | XBIZ Award        | Номинация | Лучшая сцена секса в лесбийском фильме            | Russian Institute: Lesson 19: Holidays at My Parents |
| 2016 | AVN Awards        | Номинация | Лучшая сексуальная сцена зарубежного производства | Pornochic 25: Anissa Kate                            |